# TextPad
TextPad は、Microsoft Windows 系オペレーティングシステム向けのテキストエディタの一種。
1992年に最初にリリースされた。Helios Software Solutions が開発・販売している。

## 機能
主な機能は次の通り。
- ブロック字下げと自動字下げ
- Perlと互換性のある正規表現による検索と置換（複数行にまたがる正規表現も可能）
- キーストロークマクロとマクロ内での正規表現による検索と置換
- シンタックスハイライト（アドオンで各種言語に対応可能）
- 外部プログラム（コンパイラなど）を呼び出し可能
  - 外部プログラムの出力に正規表現によるマッチングをすることも可能で、コンパイルエラーの発生した行番号を抽出して、ソース上のその行にジャンプするなどが可能
  - Java JDK が既にインストール済みなら、自動的に連携可能
- 大きなファイルを扱える（仮想空間上の最大連続領域が上限）
- 複数のファイルを同時に編集でき、タブで表示を切り換え
- ブロック選択モード
- 複数のファイルを同期スクロール可能。
- クリップライブラリー - 再利用可能なテキストの断片を管理し、文書に挿入する機能
- クリップボードヒストリー - TextPad をクリップボードツールとして利用可能
- 行にブックマークすることが可能で、特定の行をコピーしたり、それを他の文書にペーストしたりできる

### クリップライブラリー
クリップライブラリー（Clip Library）は TextPad のサイドバーの1つで、テキストの断片を永続的に格納し、それを簡単に利用できる機構を提供する。これは、クリップライブラリーのサイドバーでクリップ名をダブルクリックすることでなされる。
TextPad にはいくつかの事前定義されたクリップライブラリーがあり、ANSI文字、HTML文字、HTMLタグなどがある。非常に便利なクリップライブラリーとして「クリップボードヒストリー」がある。これはクリップボードの内容の履歴の一覧である。従って、標準のWindowsのクリップボードは1つの情報しか保持できないが、TextPad のクリップボードヒストリーを使えば、それ以前の内容にもアクセスできる。
自前でクリップライブラリーを作成可能であり、各種クリップライブラリーがアドオンとして利用可能である。

## サポート
Helios Software Solutions は TextPad をサポートしているが、まずユーザーがあらゆるオプションを試すことを要求する。FAQやTipsもWebサイトにあり、たいていの疑問はこれで解決する。また、ユーザーコミュニティである TextPad フォーラムの活用も示唆されている。

## 批判
TextPad への批判の多くは、Helios Software Solutions の手法に関するものである。2004年6月4日に TextPad 4.7.3 がリリースされたとき Helios が出した声明は「TextPad は開発が続けられている」の一言だけだった。このため多くの人が実際には開発は終了したのだと考えた。ところが、3年後の2007年3月3日、TextPad 5.0 がリリースされた。これ以降定期的な更新が行われている（2008年1月11日に 5.1.0、2008年3月10日に 5.2.0）。
TextPad 5.0 のリリースは歓迎されたものの、多数の批判も受けている。特にバグが多く、ベータ版とでも言うべき品質であったことが批判の対象だった。5.0 のたった一ヵ月後、Helios はバグ修正版の 5.0.2 をリリースした。
また、最新版の 5.2.0 でもUnicode互換となっていない点も批判されている。UTF-8とUTF-16のファイルのロードやセーブは可能だが、内部ではUnicodeを使っていない。

## WildEdit
Helios の Wild Edit は、同じフォルダ内の多数のテキストファイルに対して同じ編集を施すための対話型ツールである。
TextPad と WildEdit は完全版を評価用に（無料で）利用可能だが、どちらもシェアウェアであることは明示していない（オンラインヘルプにはシェアウェアであることが記されている）。